# Clematis vitalba
La clemátide (Clematis vitalba) es una especie de arbusto de la familia de las ranunculáceas. Es originaria de Europa.

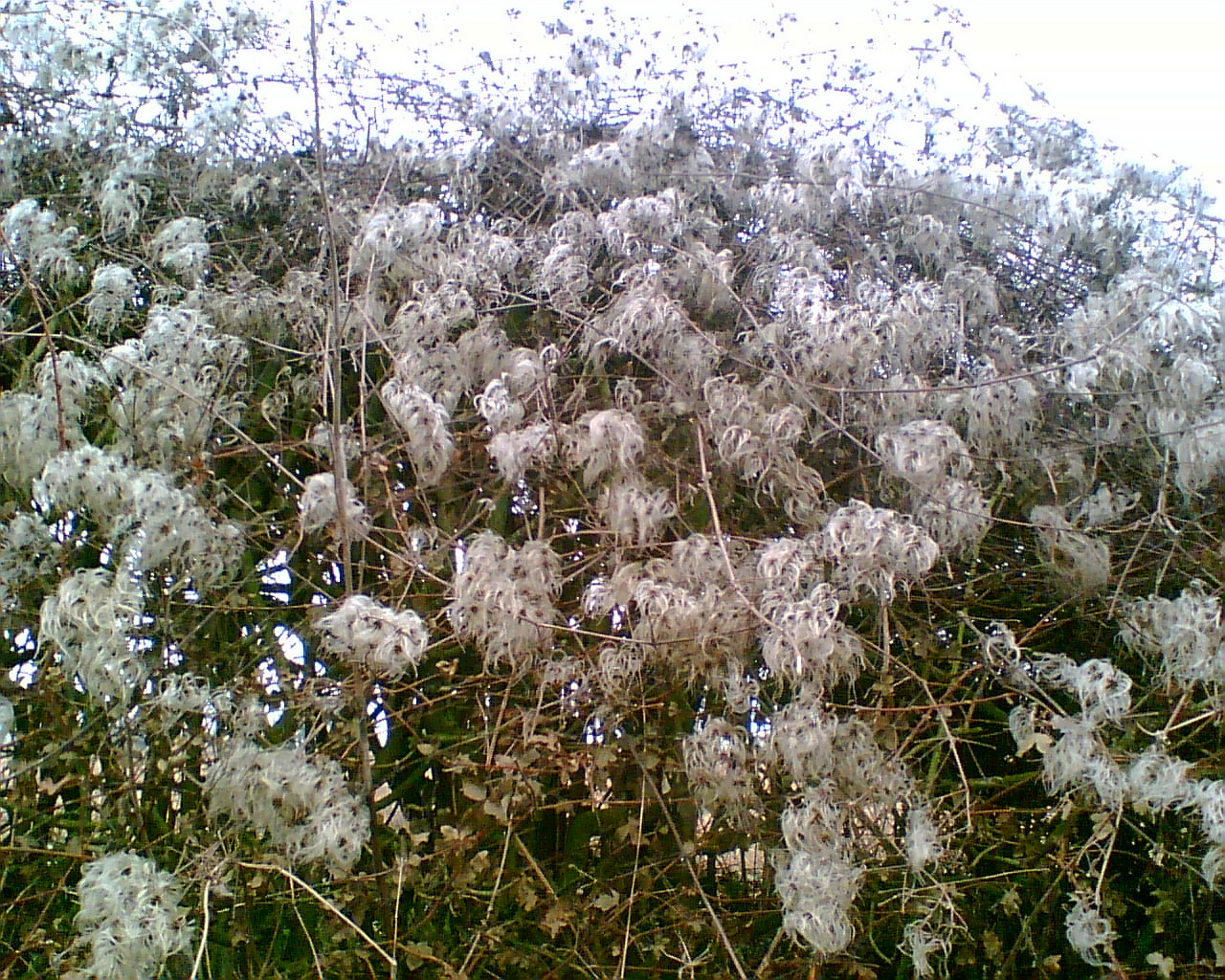

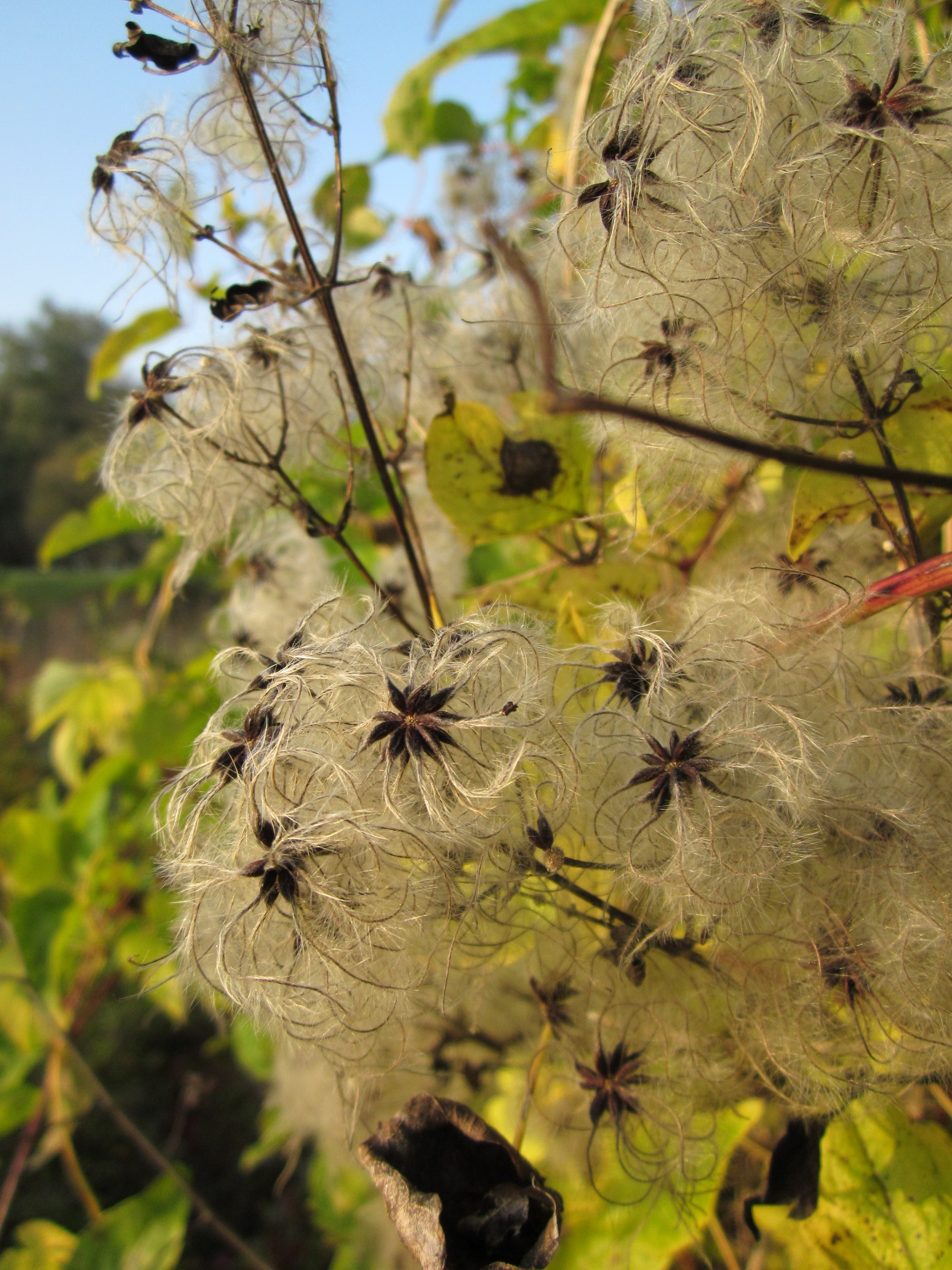
Detalle de la planta

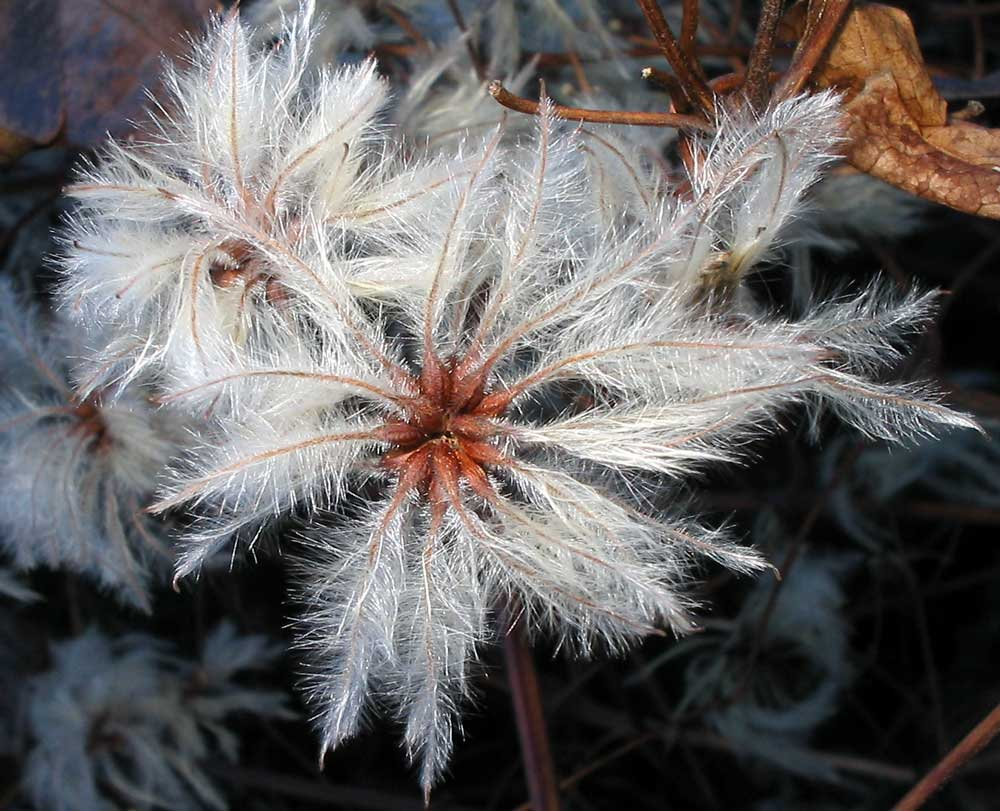
Fruto.

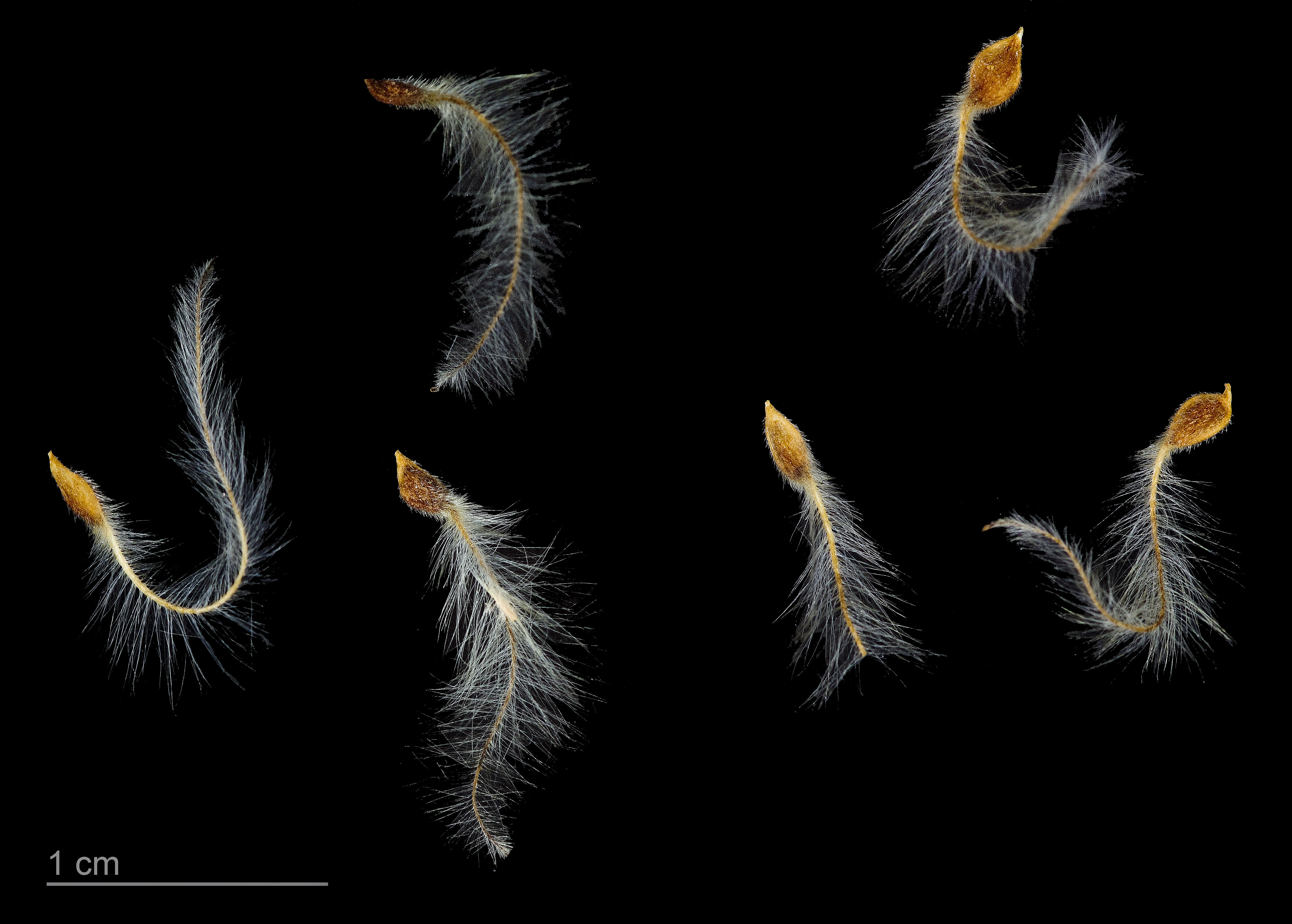
Clematis vitalba

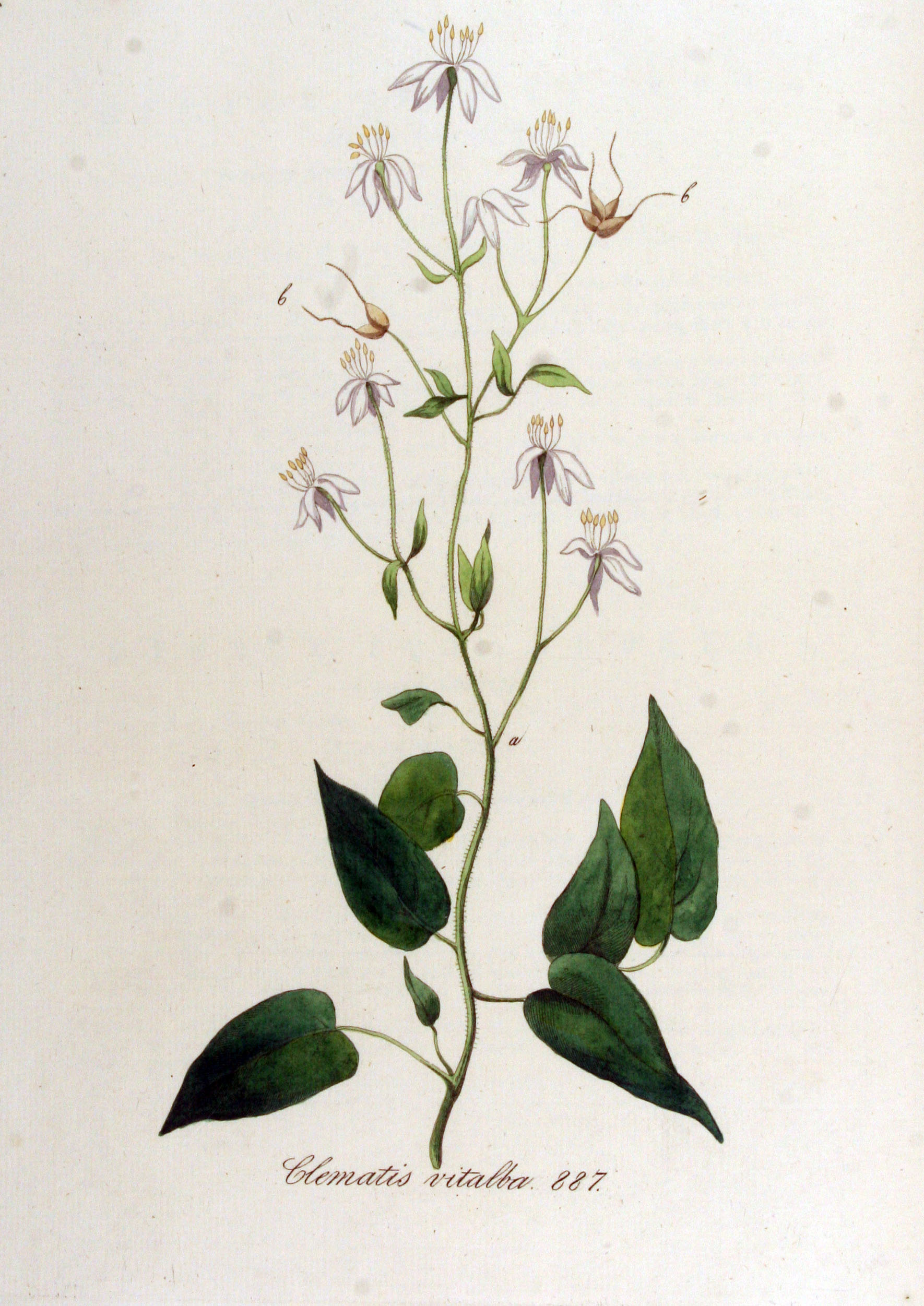
Ilustración de Flora Batava

## Descripción
Es una arbusto trepador que alcanza la altura de los árboles, caracterizado por una corteza que se desprende a tiras. Tiene hojas compuestas con peciolo voluble. Las flores son olorosas de color blanco formada por cuatro sépalos (formando falsos pétalos).

## Distribución y hábitat
Es natural de Europa donde crece en los bosques, calveros y linderos donde prefiere los terrenos calcáreos.

## Propiedades
- Llamada hierba de pordioseros porque en la Edad Media la usaban los mendigos para producirse llagas que excitaran la piedad de los viandantes.
- En homeopatía se utiliza contra las pústulas y afecciones reumáticas.
- Por vía externa utilizada contra las úlceras de las piernas.
- Por ser tóxica ha dejado de utilizarse.[1]

Principios activos
Contiene protoanemonina. Saponósidos derivados del ácido oleanólico y de la hederagenina. Otras fuentes: clementina, clemetitol, caulosaponina, fitosterol, ácidos, alcoholes, resina, estigmasterina.
Indicaciones
La protoanemonina le confiere una potente acción como rubefaciente y analgésico. Indicado para inflamaciones osteoarticulares, neuralgias. En forma de pomada es revulsivo y antálgico en numerosas enfermedades. El zumo introducido en las fosas nasales produce alivio en las hemicráneas, pero puede destruir la mucosa.
Puede producir dermatitis de contacto. El jugo de las hojas tiene una acción vesicante, e incluso puede producir ulceraciones. La protoanemonina se absorbe también por vía cutánea, por lo que pueden producirse fenómenos de intoxicación generalizados. Si se ingiere provoca gastroenteritis con despeños diarréicos, náuseas, lesión renal e incluso la muerte por parálisis respiratoria.

## Taxonomía
Clematis vitalba fue descrita por Carlos Linneo y publicado en Species Plantarum 1: 544, en el año 1753.
Citología
Números cromosomáticos de Clematis vitalba  (Fam. Ranunculaceae) y táxones infraespecificos: 2n=16
Etimología
Clematis: nombre genérico que proviene del griego klɛmətis. (klématis) "planta que trepa".
vitalba: epíteto latino que significa "de color vino blanco".
Sinonimia
- Anemone vitalba (L.) K.Krause
- Clematis bannatica Schur
- Clematis bellojocensis Gand.
- Clematis crenata Jord.
- Clematis dumosa Salisb.
- Clematis dumosa Gand.
- Clematis odontophylla Gand.
- Clematis pilosa Dulac
- Clematis scandens Borkh.
- Clematis sepium Lam.
- Clematis taurica Besser ex Nyman
- Clematis transiens Gand.
- Clematitis vitalba (L.) Moench
- Viorna clematitis Garsault[7]

## Nombres comunes
- abrazadera, barba de Dios, canduerca, clemátide, clematites silvestre, enredadera, flor del amor, hierba de las llagas, hierba de los pordioseros, jazmín de monte, muermera, muérmera, nueza negra, pajilla, pajilla muermera, parrilla, placer del viajero, redorta, sesira, sogaza, verganaza, vediguera, vetiguera borde, vidalba, vidarra, vidarria, vid blanca, vid negra, vidraria, vidraria de hojas anchas, vidarra, vidriera, vigaraza, vigarza, virganaza, vigaza, virgara, virgaza, virgaza buena, birgaza borde, virigaza, vitigera, vitijera, zarza vidarra, zarzaparrilla.[8]